# 마쓰다이라 다다토시 (1582년)

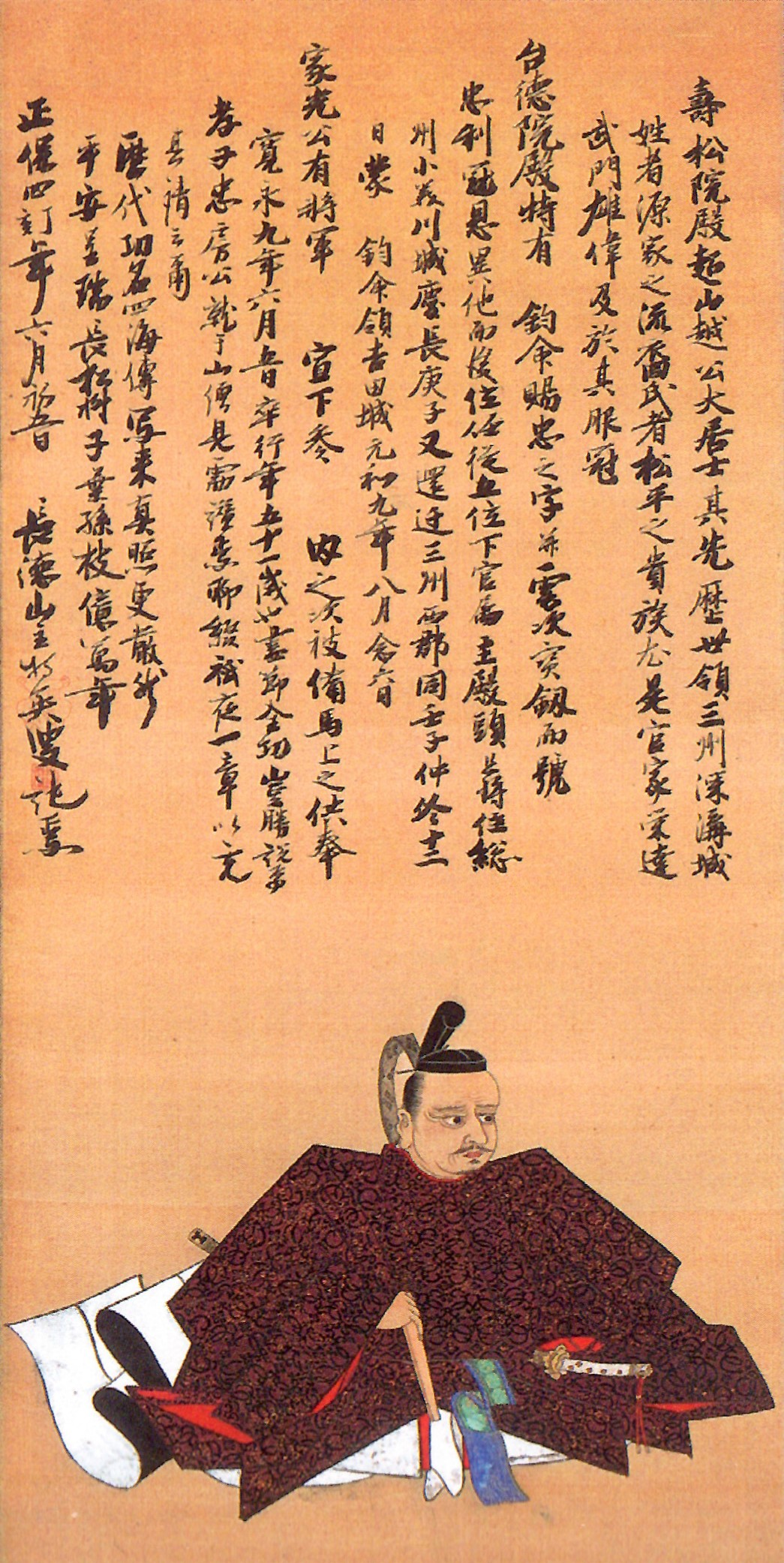
마쓰다이라 다다토시

마쓰다이라 다다토시(일본어: 松平忠利, 1582년 2월 8일 ~ 1632년 7월 21일)는 아즈치모모야마 시대부터 에도 시대 전기까지의 무장, 다이묘이다. 미카와 후코즈 번주, 동국 요시다 번 초대 번주를 지냈다. 시마바라번 후코즈 마쓰다이라가 시조.
후코즈가 선대 당주 마쓰다이라 이에타다의 장남으로 태어났다. 도쿠가와 히데타다에게 임관하여 히데타다의 편휘·다다를 수여받아 이름을 다다토시로 개명하였다.
| 전임 마쓰다이라 이에타다 | 제5대 후코즈 마쓰다이라 가 당주 1600년 ~ 1632년 | 후임 마쓰다이라 다다후사 |

|  | 후코즈 번 번주 (후코즈 마쓰다이라가) 1601년 ~ 1612년 | 후임 막부령(이타쿠라 시게마사) |

| 전임 마쓰다이라 다다키요 | 제1대 미카와 요시다 번 번주 (후코즈 마쓰다이라가) 1612년 ~ 1632년 | 후임 마쓰다이라 다다후사 |